# 19 a.C.
Il 19 a.C. (XIX a.C. in numeri romani) è un anno  del I secolo a.C.

## Eventi
- In Corea sale al trono On Cho che fonda una nuova dinastia che governerà fino al VII secolo.
- A Roma, congiura di Marco Egnazio Rufo contro Ottaviano Augusto.
- A Gerusalemme, Erode dà inizio ai lavori di ristrutturazione del Tempio di Gerusalemme.
- 9 giugno: a Roma Marco Vipsanio Agrippa inaugura l'acquedotto Aqua Virgo.
- Vipsanio Agrippa sconfigge Baschi, Asturiani e Cantabri, inglobando i territori che avevano occupato nella provincia di Spagna Citeriore.[1]

## Nati
- Olimpiade, principe
- Giulia minore, nobildonna romana

## Morti
- 21 settembre - Publio Virgilio Marone, poeta romano (n. 70 a.C.)
- Dongmyeong di Goguryeo, sovrano coreano (n. 58 a.C.)
- Albio Tibullo, poeta romano